# Alexandra Tanda
Alexandra Tanda (* 9. Oktober 1962 in Innsbruck) ist eine österreichische Politikerin der Tiroler Volkspartei (ÖVP). Vom 10. Jänner 2020 bis zum 23. Oktober 2024 war sie Abgeordnete zum österreichischen Nationalrat.

## Leben
Tanda besuchte nach dem Hauptschulabschluss in Innsbruck im Jahr 1977 in Wien die Höhere Gewerbliche Lehranstalt für Mode und das Kolleg für Textiltechnik und Textilchemie. Später studierte sie von 1997 bis 2001 Informationsmanagement am Informationsmanagement und schloss mit dem Magister (FH) ab.
Tanda leitete 1986 das anwendungstechnische Labor bei ICI Chemicals in Wien und arbeitete von 1987 bis 1990 als Vertriebsleiterin Profitcenter Bau/Optik bei den Schott Glaswerken Wien. Danach war sie bis 1992 Abteilungsleiterin/Verkauf beim Adler-Bekleidungsmarkt in Innsbruck. Nach Erziehungsjahren und einer selbständigen Tätigkeit im Gewerbe „Einzelhandel mit Backwaren“ (1992–1997) arbeitete sie für das Vermessungsbüro Dipl.-Ing. Ernst in Innsbruck (1997–1998), dann bis zum Jahr 2000 als Sachbearbeiterin mit Projekttätigkeit bei Transalpine Ölleitung, ebenfalls in Innsbruck, und von 2000 bis 2011 bei der Bank für Tirol und Vorarlberg, wo sie mit der Leitung für den Bereich Primäreinlagen und Zahlungsverkehr betraut war. Von 2011 bis 2014 wirkte Tanda als Leiterin Verkaufsinnendienst bei der Prinoth AG in Sterzing (Italien).
Seit 2015 ist Tanda Geschäftsführerin des Vereins Österreichisches Rotes Kreuz – Freiwillige Rettung Innsbruck und deren Tochterunternehmungen Medi Trans Tirol GmbH und  Aigner GmbH.

## Politik
Tanda wurde am 10. Jänner 2020 als Nationalrätin im Parlament angelobt, nachdem sie bereits am Vortag in die ÖAAB-Arge des ÖVP-Parlamentsklubs in Wien aufgenommen worden war. Sie rückte im Landeswahlkreis Tirol für Margarete Schramböck im Parlament nach und sitzt in drei Ausschüssen des Parlaments: Gesundheit, Familie & Jugend und Konsument. In den Ausschüssen Wohnen, Petitionen & Bürgerinitiativen, Menschenrechte und Tourismus ist sie Ersatzmitglied.
Außerdem war Tanda Spitzenkandidatin auf der ÖVP-Bezirksliste Innsbruck. Bei der Nationalratswahl 2019 wurde die Volkspartei mit 28,7 % die Nummer eins in der Tiroler Landeshauptstadt. Sie ist Mitglied der ÖVP Frauen in Tirol.